# ディオンドレ・バトソン
ディオンドレ・バトソン（Diondre Batson、1992年7月13日 ‐ ）は、アメリカ合衆国カリフォルニア州サクラメント出身の陸上競技選手。専門は短距離走。100mで9秒94の自己ベストを持つ。

## 経歴

### 高校時代
ラグーナ・クリーク高校 (en) ではアメリカンフットボール（ポジションはワイドレシーバー）と陸上競技でスター選手だった。陸上競技では当初大会におけるポイント稼ぎ要員だったが、最終学年の2010年3月に100mで今季全米高校ランク2位（当時）の10秒44、4月に200mで今季全米高校最高記録（当時）の21秒28をマークするなど才能が開花。カリフォルニア州タイトル獲得も期待されたが、5月の競技大会でハムストリングスを負傷したため、6月のカリフォルニア州選手権を前に高校での陸上競技生活は終わってしまった。

### 大学時代
アメリカンリバー大学 (en) でもワイドレシーバーとして活躍したが、オクラホマ大学の元スプリンターである母との約束もあり陸上競技にも取り組んだ。陸上競技では2011年に4×100mリレーと4×400mリレー、2012年に100mと200mでカリフォルニア州コミュニティカレッジのチャンピオンに輝くなど活躍した。
陸上競技に専念することを決めアラバマ大学に進むと、全米学生タイトルを1度（2014年NCAA室内選手権200m）、サウスイースタン・カンファレンスタイトルを2度（2013年SEC選手権100m、2014年SEC室内選手権60m）獲得した。2014年3月のNCAA室内選手権男子200m決勝でマークした20秒32は、高地記録ながら室内全米学生歴代6位（当時）・室内今季世界最高記録の好タイムだった。2014年6月のNCAA選手権での活躍も期待されたが、大会の約1か月前に行われたSEC選手権でハムストリングスを負傷したため、NCAA選手権は男子4×100mリレー予選だけの出場に終わった。

### プロ時代
2014年8月の北中米カリブU23選手権 (en) では男子100mを10秒08（+0.2）で制すると、男子4×100mリレーは38秒47（4走）で優勝に貢献し、大会2冠を達成した。
2015年6月25日の全米選手権男子100m予選で初めて10秒の壁を破る9秒94（+1.7）をマーク。翌日の準決勝では追い風参考記録ながら9秒86（+3.7）をマークし、全体2位の好タイムで2大会連続のファイナリストになったが決勝は走らなかった。
2017年6月の全米選手権男子100mに出場するも、ハムストリングスの肉離れで予選途中棄権に終わった。

## 自己ベスト
記録欄の（　）内の数字は風速（m/s）で、+は追い風を意味する。
| 種目 | 記録           | 年月日        | 場所         | 備考           |
| 屋外 | 屋外           | 屋外          | 屋外         | 屋外           |
| ---- | -------------- | ------------- | ------------ | -------------- |
| 100m | 9秒94 (+1.7)   | 2015年6月25日 | ユージーン   |                |
| 100m | 9秒86w (+3.7)  | 2015年6月26日 | ユージーン   | 追い風参考記録 |
| 200m | 20秒49 (-0.4)  | 2014年4月5日  | タスカルーサ |                |
| 200m | 20秒35w (+3.2) | 2013年6月6日  | ユージーン   | 追い風参考記録 |
| 室内 |                |               |              |                |
| 60m  | 6秒54          | 2014年3月14日 | アルバカーキ |                |
| 200m | 20秒32         | 2014年3月14日 | アルバカーキ |                |

## 主要大会成績
| 年   | 大会                       | 場所         | 種目    | 結果 | 記録          | 備考 |
| ---- | -------------------------- | ------------ | ------- | ---- | ------------- | ---- |
| 2014 | 北中米カリブU23選手権 (en) | カムループス | 100m    | 優勝 | 10秒08 (+0.2) |      |
| 2014 | 北中米カリブU23選手権 (en) | カムループス | 4x100mR | 優勝 | 38秒47 (4走)  |      |